# Kinkō
Kinkō (錦江町, Kinkō-chō) est un bourg du district de Kimotsuki, dans la préfecture de Kagoshima, au Japon.

## Géographie

### Démographie
Au 1er novembre 2014, la population de Kinkō s'élevait à 8 158 habitants répartis sur une superficie de 163,15 km2.

## Histoire
La création de Kinkō date de 2005 après la fusion des anciens bourgs de Tashiro et Ōnejime.